# Théorie des types psychologiques
La théorie des types se réfère aux types de caractère psychologique des individus. Elle se distingue de la théorie des traits (en). Alors que les types opposent de manière qualitative les différences individuelles, les traits de personnalité sont construits de manière quantitative afin de permettre une classification des différences. À titre d'exemple, l'introversion et l'extraversion sont, dans la théorie des types, deux catégories fondamentalement distinctes, alors que dans la théorie des traits elles représentent les deux pôles d'un même continuum sur lequel de nombreuses personnes se distribuent.

## Différentes théories
- Théorie de la personnalité de type A et de type B
- Typologie jungienne et ses dérivés :
  - Myers Briggs Type Indicator
  - Socionique
  - Tempéraments psychologiques